# Ten (album Pearl Jam)
Ten – pierwszy studyjny album zespołu Pearl Jam, wydany 27 sierpnia 1991 roku.
W 2003 album został sklasyfikowany na 207. miejscu listy 500 albumów wszech czasów magazynu Rolling Stone.
W Polsce album uzyskał certyfikat złotej płyty, podobnie jak jego wznowienie z 2009 w edycji Deluxe.

## Tło
Gitarzysta Stone Gossard i basista Jeff Ament grali razem w prekursorskim zespole grunge’owym Green River. Po rozwiązaniu grupy muzycznej w 1988 roku Ament i Gossard przyłączyli się do Mother Love Bone. Działalność formacji została przerwana w 1990 roku, gdy wokalista Andrew Wood zmarł w wyniku przedawkowania narkotyków, na krótko przed wydaniem debiutanckiego albumu grupy, Apple. Gossard i Ament, zdruzgotani tym faktem, ponownie zagrali ze sobą dopiero po kilkumiesięcznej przerwie. W tym czasie Gossard pracował nad materiałem, który był ostrzejszy niż to, co robił wcześniej. Zaczął też ćwiczyć z innym gitarzystą z Seattle, Mikiem McCreadym, członkiem nieistniejącego już wtedy zespołu Shadow. McCready namówił swojego kolegę do kontynuowania współpracy z Amentem. Trójka muzyków udała się do studia na osobne sesje z perkusistą Soundgarden, Mattem Cameronem, i byłym perkusistą Shadow, Chrisem Frielem, w celu nagrania kilka instrumentalnych demówek. Pięć z nagranych piosenek - „Dollar Short”, „Agytian Crave”, „Footsteps”, „Richard’s E” i „E Ballad” - zostało zebranych na taśmie o nazwie Stone Gossard Demos ’91. Rozpowszechnili ją w nadziei znalezienia wokalista i perkusisty.
Muzyk z San Diego, Eddie Vedder, zdobył kopię dema we wrześniu 1990 roku, kiedy otrzymał ją od byłego perkusisty Red Hot Chili Peppers, Jacka Ironsa. Wokalista wysłuchał demo, posurfował i następnego dnia napisał słowa do „Dollar Short”, „Agytian Crave” i „Footsteps”. „Dollar Short” i „Agytian Crave” zostały później przemianowane odpowiednio na „Alive” i „Once”. Gossard i Ament usłyszeli demo z jego wokalem i tekstami. Byli pod takim wrażeniem, że zorganizowali mu lot na przesłuchanie do Seattle. W międzyczasie Vedder napisał słowa do „E Ballad”, przemianowanej na „Black”. Vedder przybył na miejsce 13 października 1990 roku i przez tydzień ćwiczył z zespołem (do którego dołączył perkusista Dave Krusen), pisząc w tym czasie jedenaście piosenek. Wkrótce potem otrzymał angaż jako wokalista, a zespół podpisał kontrakt z Epic Records.

## Nagrywanie
Zespół, nazywający się wówczas Mookie Blaylock (na cześć koszykarza o tym nazwisku) rozpoczął nagrywanie debiutanckiego albumu w London Bridge Studios w Seattle w marcu 1991 roku wraz z producentem Rickiem Parasharem. Stone i Ament poprosili go o koprodukcję i realizację techniczną Ten po wcześniejszej współpracy nad albumem Temple of the Dog. Parashar zagrał także na pianinie, Fender Rhodes, instrumentach perkusyjnych, współtworzył harmonie wokalne i intro/outro albumu. Kilka utworów zostało wcześniej nagranych w London Bridge w styczniu, ale tylko „Alive” przeniesiono z tej sesji. Sesje albumowe były krótkie. Trwały zaledwie miesiąc, głównie ze względu na to, że zespół miał już napisaną większość materiału na płytę. „Porch”, „Deep”, „Why Go” i „Garden” zostały po raz pierwszy nagrane podczas sesji albumowych; wszystkie inne powstały wcześniej podczas sesji demonstracyjnych. McCready powiedział, że „Ten to głównie Stone i Jeff; ja i Eddie byliśmy wtedy dodatkiem”. Ament stwierdził: „Wiedzieliśmy, że w tamtym momencie wciąż byliśmy daleko od bycia prawdziwym zespołem”.
Sesje nagraniowe do Ten zostały zakończone w maju 1991 roku. Wtedy Krusen opuścił zespół, zgłaszając się na odwyk. Cierpiał wówczas na problemy osobiste. Krusen powiedział: „To było wspaniałe doświadczenie. Od początku istnienia tego zespołu czułem, że to coś wyjątkowego” i dodał: „Musieli mnie puścić. Nie mogłem przestać pić i to powodowało problemy. Dali mi wiele szans, ale nie mogłem wziąć się w garść”. W czerwcu zespół dołączył do Tima Palmera w Anglii w celu miksowania. Palmer postanowił zmiksować album w Ridge Farm Studios w Dorking, przebudowanej farmie, która według niego znajdowała się „tak daleko od studia w Los Angeles lub Nowym Jorku, jak to tylko możliwe”. Palmer dodał kilka elementów do już nagranych piosenek, w tym kazał McCready’emu dokończyć gitarowe solo w „Alive” i poprawił intro do „Black”. Dograł pieprzniczkę i gaśnicę jako instrumenty perkusyjne w „Oceans”.
W kolejnych latach członkowie zespołu wyrażali niezadowolenie z tego, jak wyszło miksowanie albumu. W 2001 roku Ament powiedział: „Chciałbym zremiksować Ten. Ed na pewno by się ze mną zgodził. To nie byłoby jak zmiana wykonań; po prostu usunięcie z tego trochę pogłosu”. Gossard powiedział: „Było to «przesadnie rockowe», byliśmy nowicjuszami w studiu i spędziliśmy zbyt dużo czasu na nagrywaniu, robieniu różnych ujęć i zabijaniu wibracji i dogrywaniu tonów gitary. Na płycie jest dużo pogłosu”. W 2006 roku Vedder powiedział: „Mogę słuchać wczesnych płyt [z wyjątkiem] pierwszej płyty…to tylko dźwięk płyty. To było trochę zmiksowane w sposób, który był … był w pewien sposób wyprodukowany”.
Według „Guitar World” nieskrywana pasja Mike’a McCready’ego do Steviego Raya Vaughana sprawiła, że przywrócił Stratocastery do mody. Gitarzysta opisał swoją grę w „Black” i „Even Flow” jako „zrzynkę” od Vaughana. Obaj gitarzyści używali Marshalla JCM800 do brudnych tonów i Fenderów do czystych partii.

## Odbiór
| Oceny łączne                      | Oceny łączne |
| Publikacja                        | Ocena        |
| --------------------------------- | ------------ |
| Album of the Year                 | 80/100       |
| Recenzje                          |              |
| Publikacja                        | Ocena        |
| AllMusic                          | [ 16 ]       |
| Blender                           | [ 17 ]       |
| Robert Christgau                  | [ 18 ]       |
| Entertainment Weekly              | B-           |
| Kerrang!                          | [ a ] [ 20 ] |
| laut.de                           | [ 21 ]       |
| Mojo                              | [ 22 ]       |
| Q                                 | [ 15 ]       |
| Rolling Stone                     | [ 23 ]       |
| The New Rolling Stone Album Guide | [ 24 ]       |
| Sputnikmusic                      | 5.0/5        |

W recenzji dla „Rolling Stone” krytyk muzyczny David Fricke pozytywnie ocenił album, mówiąc, że Pearl Jam „wpada w mistykę z prędkością warp”. Dodał również, że Pearl Jam „wyciska wiele dramaturgii z kilku deklaratywnych akordów mocy pływających w pogłosie”. Allan Jones z „Melody Maker” zasugerował w swojej recenzji Ten, że to Vedder „zapewnia Pearl Jam takie wyjątkowo fascynujące skupienie”. Steve Huey, redaktor „AllMusic”, nazwał to „bezbłędnie wykonanym arcydziełem hard rocka” i uważał, że „impresjonistyczne teksty” Veddera są bardziej skuteczne dzięki jego pełnemu pasji wokalowi niż ich „konkretnemu znaczeniu”. „Q” nazwał album „hałaśliwym nowoczesnym rockiem, wzbogaconym zaraźliwymi motywami gitarowymi i napędzanym basem i perkusją” i dodał, że „może być twarzą metalu lat 90-tych”. Ron Givens napisał w „Stereo Review”, że „zespół brzmi monumentalnie, tworząc potężny ogień ryczących gitar, monumentalnego basu i perkusji oraz wokali płynących z głębi trzewi”. Don Kaye z „Kerrang!” zdefiniował album jako „introspektywny i nacechowane spokojną siłą emocjonalną”. Greg Kot napisał w „Chicago Tribune”: „Muzyka chwilami przesadzona i nieustępliwie pozbawiona humoru, niemniej jednak w najlepszych momentach wywiera hipnotyczną moc”.
W mniej entuzjastycznej recenzji dla „Entertainment Weekly” David Browne stwierdził, że Pearl Jam jest pochodną „innych rockmanów z północnego zachodu, takich jak Soundgarden, Alice in Chains i nieistniejącego Mother Love Bone” i uznał, że „dowodzi to, że prawie wszystko może zostać wykorzystane i opakowane”. „NME” oskarżyło Pearl Jam o „próbę kradzieży pieniędzy z kieszeni młodych alternatywnych dzieci”, a recenzentka Angela Lewis uznała, że zespół nie jest godny porównania z Nirvaną i Soundgardenem. Kurt Cobain z Nirvany ostro zaatakował Pearl Jam, twierdząc, że zespół stał się komercyjny i sprzedał się oraz argumentował, że Ten nie jest prawdziwym albumem alternatywnym, ponieważ ma tak wiele wybitnych solówek gitarowych. Robert Christgau, piszący w „The Village Voice”, przyznał albumowi ocenę „B−” i postrzegał go jako kolejny z „mnóstwa albumów z Seattle”, które „modulują ten sam błędny etos”, który, jak powiedział, był raczej „hipisowski” niż „punkowy”. Christgau opisał to jako „muzykę taneczną San Francisco”, której „wyróżniające cechy” mogą być rozpoznane przez słuchaczy tylko wtedy, gdy „wezmą odpowiednie narkotyki”. Później przyznał Ten dwugwiazdkowe wyróżnienie, przywołując „Once” i „Even Flow” jako najważniejsze i zażartował: „w życiu nadużycie usprawiedliwia melodramat; w muzyce riffy działają lepiej”. Charles R. Cross napisał w The Rolling Stone Album Guide (2004), że Ten brzmiał mniej oryginalnie i bardziej zarozumiale niż Nevermind Nirvany, ale pokazuje również zawiły styl gry zespołu na gitarze i charakterystyczny śpiew Veddera.

## Lista utworów (wersja europejska płyty)
1. „Once” – 3:51
2. „Even Flow” – 4:53
3. „Alive” – 5:40
4. „Why Go” – 3:19
5. „Black” – 5:43
6. „Jeremy” – 5:18
7. „Oceans” – 2:41
8. „Porch” – 3:30
9. „Garden” – 4:58
10. „Deep” – 4:18
11. „Release” – 9:04
12. „Alive (live)” – 4:54
13. „Wash” – 3:33
14. „Dirty Frank” – 5:38